# Liste der Monuments historiques in Chepniers
Die Liste der Monuments historiques in Chepniers führt die Monuments historiques in der französischen Gemeinde Chepniers auf.

## Liste der Bauwerke
| Bezeichnung       | Beschreibung              | Standort | Kennzeichnung | Schutzstatus | Datum | Bild           |
| ----------------- | ------------------------- | -------- | ------------- | ------------ | ----- | -------------- |
| Kirche St-Étienne | Erbaut im 12. Jahrhundert | (Lage)   | PA00104648    | Inscrit      | 1935  | weitere Bilder |

## Liste der Objekte
| Bezeichnung             | Beschreibung                               | Standort                        | Kennzeichnung | Schutzstatus | Datum | Bild |
| ----------------------- | ------------------------------------------ | ------------------------------- | ------------- | ------------ | ----- | ---- |
| Retabel und Tabernakel  | Holz, vergoldet, 18. Jahrhundert           | in der Kirche St-Étienne (Lage) | PM17000887    | Inscrit      | 1976  |      |
| Skulptur Jungfrau Maria | Holz und Stuck, vergoldet, 18. Jahrhundert | in der Kirche St-Étienne (Lage) | PM17000886    | Inscrit      | 1976  |      |